# 根杜瓦乌帕齐拉
根杜瓦乌帕齐拉是孟加拉国內德羅戈納縣的一个乌帕齐拉，位於邁門辛专区的內德羅戈納縣。。

## 人口
據1991年孟加拉國人口普查，根杜瓦共有戶數51221戶，人口265628人。其中男性佔比50.58%，女性佔比49.42%；成年人口133969人。該地7歲以上人口之平均識字率為37.1%。